# Idiopsar speculifer
La diuca aliblanca, diuca ala blanca o diuca de alas blancas (Idiopsar speculifer) es una especie de ave paseriforme de la familia Thraupidae, perteneciente al género Idiopsar. Es nativa de regiones andinas del oeste de América del Sur.

## Distribución y hábitat
Se distribuye a lo largo de la cordillera de los Andes desde el oeste de Perú (Áncash), hasta el extremo norte de Chile (norte de Arica y Parinacota) y oeste de Bolivia (Cochabamba). Hay registros en el noroeste de Argentina (Salta y Jujuy), inclusive de nidos, de origen incierto.
Esta especie es considerada localmente bastante común en sus hábitats naturales: los pastizales puneños de gran altitud, especialmente alrededor de pantanos con plantas en cojín, entre 4000 y 5300 m.
Desde 2005 a 2014 se encontraron indicios y luego pruebas de que esta especie puede anidar incluso sobre nieve o hielo.

## Sistemática

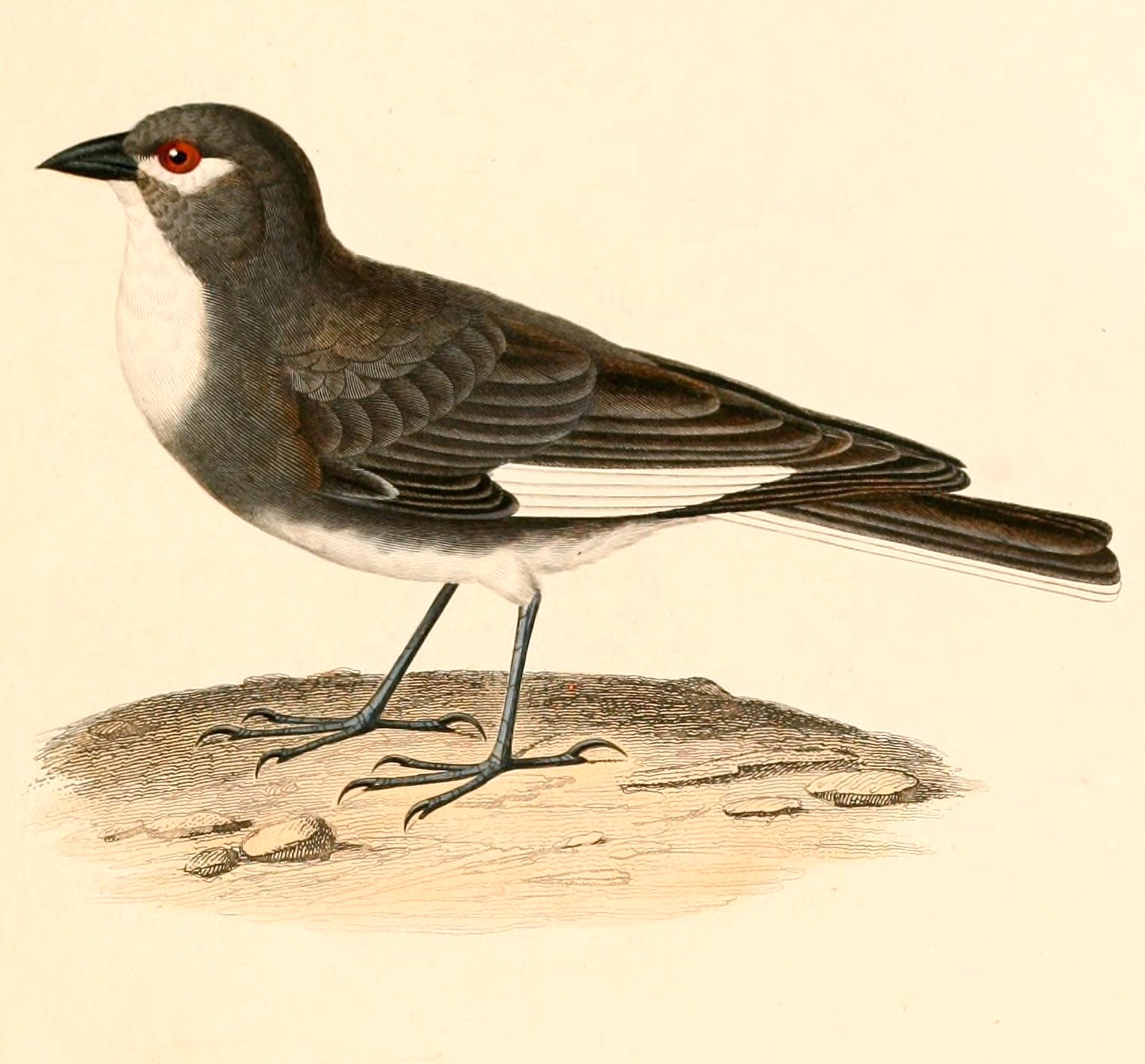
Emberiza speculifera, ilustración en d'Orbigny Voyage dans l'Amérique méridionale, 1847.

### Descripción original
La especie I. speculifer fue descrita por primera vez por los ornitólogos franceses Frédéric de Lafresnaye y Alcide d'Orbigny en 1837 bajo el nombre científico Emberiza speculifera; la localidad tipo es: «Bolivia.»

### Etimología
El nombre genérico masculino Idiopsar se compone de las palabras del griego «idios»: diferente, peculiar, y «psar»: el estornino (Sturnidae); y el nombre de la especie «speculifer» se compone de las palabras del latín «speculi, speculum»: espejo, y «ger»: que lleva, que carga.

### Taxonomía
Idiopsar fue tradicionalmente tratado como un género monotípico (el correspondiente a I. brachyurus), hasta que en los años 2010, publicaciones de filogenias completas de grandes conjuntos de especies de la familia Thraupidae basadas en muestreos genéticos, que incluyeron varios marcadores mitocondriales y nucleares, permitieron comprobar que esa especie formaba un clado con otras tres, las entonces denominadas Phrygilus dorsalis, Phrygilus erythronotus y Diuca speculifera con las cuales además compartía rasgos cromáticos, morfológicos y similitudes distribucionales y ambientales.
Con base en estos resultados, Burns et al. (2016) propusieron un nuevo género Chionodacryon para D. speculifera. Esta fue la solución adoptada por Aves del Mundo (HBW) y Birdlife International (BLI). Sin embargo, el Comité de Clasificación de Sudamérica (SACC) en la Propuesta N° 730 parte 16 prefirió agruparlas en el presente género, dadas las similitudes ya señaladas. Esta posición fue seguida por el Congreso Ornitológico Internacional (IOC) y Clements checklist/eBird.
Los amplios estudios filogenéticos recientes demuestran que la presente especie es hermana de Idiopsar brachyurus, y el par formado por ambas es hermano del par formado por Idiopsar dorsalis e Idiopsar erythronotus .

### Subespecies
Según las clasificaciones del Congreso Ornitológico Internacional (IOC) y Clements Checklist/eBird v.2019 se reconocen dos subespecies, con su correspondiente distribución geográfica:
- Idiopsar speculifer magnirostris Carriker, 1935 –	Andes del centro de Perú, desde Áncash hasta Junín.
- Idiopsar speculifer speculifer  (d'Orbigny y Lafresnaye, 1837) – Andes del sur de Perú al norte de Chile y oeste de Bolivia, y en el noroeste de Argentina.